# FromSoftware
FromSoftware, Inc. là một hãng phát triển và phát hành trò chơi video của Nhật Bản có trụ sở tại Tokyo. Zin Naotoshi thành lập công ty vào tháng 11 năm 1986, công ty làm việc ở lĩnh vực phát triển phần mềm doanh nghiệp trước khi phát hành trò chơi điện tử đầu tiên của họ là King's Field cho PlayStation vào năm 1994. Thành công đó đã chuyển FromSoftware theo hướng tập trung hoàn toàn vào phát triển trò chơi điện tử, với việc họ sản xuất thêm hai trò chơi King's Field trước khi tạo ra loạt trò chơi chiến đấu mecha Armored Core (1997), một trong những thương hiệu hàng đầu của họ. Đến thập niên 2000, đội hình sản phẩm của công ty còn bao gồm Echo Night, Shadow Tower, Lost Kingdoms, Otogi, và loạt Another Century's Episode.
FromSoftware đạt thành công đột phá trong thập niên 2010 nhờ vào Demon's Souls (2009) và Dark Souls (2011), phần sau là phần đầu tiên trong bộ ba, mà thành công của nó đã dẫn đến việc tạo ra một thể loại con của trò chơi nhập vai hành động gọi là Soulslike. Chúng bao gồm Dark Souls II (2014), Bloodborne (2015), Dark Souls III (2016), Sekiro: Shadows Die Twice (2019) và Elden Ring (2022), đều nhận nhiều giải thưởng và thường được xếp vào danh sách trò chơi điện tử hay nhất mọi thời đại.
Hidetaka Miyazaki, giám đốc trò chơi và người tạo ra loạt Dark Souls, đã từng là giám đốc đại diện và chủ tịch kể từ năm 2014, với Zin vẫn là cố vấn. Mặc dù là người điều hành công ty, Miyazaki vẫn tiếp tục chỉ đạo phần lớn các trò chơi của công ty. Kadokawa Corporation nắm cổ phần đa số với Sixjoy Hong Kong, một công ty con của Tencent và Sony Interactive Entertainment nắm thiểu số. FromSoftware thường tự xuất bản ở Nhật Bản và hợp tác với các công ty lớn hơn để xuất bản quốc tế, bao gồm Agetec, Sony và Bandai Namco Entertainment.

## Lịch sử
Ngày 1 tháng 11 năm 1986 Zin Naotoshi thành lập FromSoftware tại Tokyo, với tư cách là hãng phát triển phần mềm ứng dụng kinh doanh.
Năm 1994 công ty phát hành trò chơi đầu tiên là King's Field cho PlayStation. Mặc dù thành công về mặt thương mại ở Nhật Bản, trò chơi vẫn không được phát hành ở Bắc Mỹ, mặc dù năm sau đó King's Field II được phát hành ở cả hai khu vực.
Năm 1998, sau khi phát hành King's Field III, FromSoftware tiếp tục phát hành trò chơi kinh dị Echo Night và trò chơi nhập vai Shadow Tower. 
Năm 1997, FromSoftware phát hành Armored Core, bản phát hành đầu tiên trong loạt trò chơi chiến đấu mecha hàng đầu Armored Core.
Năm 2000, cùng với sự ra mắt của PlayStation 2, FromSoftware phát hành trò chơi nhập vai Eternal Ring và Evergrace.
Năm 2003, FromSoftware xuất bản Tenchu: Wrath of Heaven, một trò chơi lén lút kết hợp các yếu tố hành động và phiêu lưu. Công ty cũng phát hành King's Field IV, Shadow Tower Abyss, và loạt Lost Kingdoms cho GameCube.
Năm 2005, công ty tạo ra một số trò chơi dành riêng cho Xbox trong khoảng thời gian này, chẳng hạn như Murakumo: Renegade Mech Pursuit, Otogi: Myth of Demons, Otogi 2: Immortal Warriors, Metal Wolf Chaos, và Chromehounds, FromSoftware bắt đầu sản xuất một loạt trò chơi được cấp phép dựa trên các anime khác nhau dưới tựa Another Century's Episode. Cùng năm đó, công ty tổ chức kỳ thực tập đầu tiên trong ngành trò chơi điện tử nhằm để sinh viên trải nghiệm quá trình phát triển trò chơi thông qua bộ công cụ tạo trò chơi Adventure Player dành cho PlayStation Portable.
Năm 2008, FromSoftware trải qua một đợt chia tách cổ phiếu trước khi đạt được thành công đột phá vào thập niên 2010, nhờ vào việc phát hành Demon's Souls (2009) và Dark Souls (2011), phần sau là mục đầu tiên trong bộ ba mà thành công của nó đã dẫn đến việc tạo ra một thể loại phụ của trò chơi nhập vai hành động được gọi là Soulslike. Dark Souls II (2014), Bloodborne (2015), Dark Souls III, Sekiro: Shadows Die Twice (2019), và Elden Ring (2022), tất cả đều đã nhận nhiều giải thưởng và thường có mặt trong danh sách những trò chơi điện tử hay nhất mọi thời đại.
Tháng 4 năm 2014, Kadokawa Corporation thông báo về ý định mua lại công ty từ cổ đông cũ Transcosmos. Sau khi tái cơ cấu khác, người sáng tạo dòng Souls là Miyazaki Hidetaka thăng chức làm chủ tịch công ty vào tháng sau và sau đó nhận chức danh giám đốc đại diện.
Tháng 1 năm 2016, FromSoftware thành lập một studio ở Fukuoka, tập trung vào việc tạo nội dung mô phỏng hình ảnh bằng máy tính (CGI) cho các trò chơi của họ.
Tháng 8 năm 2022, Sixjoy Hong Kong (công ty con của Tencent) và Sony Interactive Entertainment lần lượt mua lại 16,25% và 14,09% cổ phần của FromSoftware, để lại 69,66% cho Kadokawa.
Tháng 11 năm 2022, trong một báo cáo do GamesIndustry.biz công bố, cáo buộc FromSoftware trả lương cho nhân viên của họ dưới mức tiêu chuẩn ngành.

## Trò chơi
| Năm  | Tựa                                              | Hệ máy                                                           | Hãng phát hành quốc tế                                                         |
| ---- | ------------------------------------------------ | ---------------------------------------------------------------- | ------------------------------------------------------------------------------ |
| 1994 | King's Field                                     | PlayStation                                                      | N/A                                                                            |
| 1995 | King's Field II                                  | PlayStation                                                      | - NA: ASCII Entertainment - EU: Sony Computer Entertainment                    |
| 1996 | King's Field III                                 | PlayStation                                                      | ASCII Entertainment                                                            |
| 1997 | Armored Core                                     | PlayStation                                                      | Sony Computer Entertainment                                                    |
| 1997 | Armored Core: Project Phantasma                  | PlayStation                                                      | ASCII Entertainment                                                            |
| 1998 | Shadow Tower                                     | PlayStation                                                      | Agetec                                                                         |
| 1998 | Echo Night                                       | PlayStation                                                      | Agetec                                                                         |
| 1999 | Armored Core: Master of Arena                    | PlayStation                                                      | Agetec                                                                         |
| 1999 | Spriggan: Lunar Verse                            | PlayStation                                                      | N/A                                                                            |
| 1999 | Frame Gride                                      | Dreamcast                                                        | N/A                                                                            |
| 1999 | Echo Night 2: The Lord of Nightmares             | PlayStation                                                      | N/A                                                                            |
| 2000 | Eternal Ring                                     | PlayStation 2                                                    | - NA: Agetec - EU: Ubisoft                                                     |
| 2000 | Evergrace                                        | PlayStation 2                                                    | - NA: Agetec - EU: Ubisoft                                                     |
| 2000 | Armored Core 2                                   | PlayStation 2                                                    | - NA: Agetec - EU: Ubisoft                                                     |
| 2000 | The Adventures of Cookie & Cream                 | PlayStation 2                                                    | - NA: Agetec - EU: Empire Interactive                                          |
| 2001 | Armored Core 2: Another Age                      | PlayStation 2                                                    | - NA: Agetec - EU: Metro3D                                                     |
| 2001 | Forever Kingdom                                  | PlayStation 2                                                    | Agetec                                                                         |
| 2001 | King's Field IV                                  | PlayStation 2                                                    | - NA: Agetec - EU: Metro3D                                                     |
| 2002 | Armored Core 3                                   | PlayStation 2                                                    | - NA: Agetec - EU: Metro3D                                                     |
| 2002 | Lost Kingdoms                                    | GameCube                                                         | Activision                                                                     |
| 2002 | Murakumo: Renegade Mech Pursuit                  | Xbox                                                             | Ubisoft                                                                        |
| 2002 | Otogi: Myth of Demons                            | Xbox                                                             | Sega                                                                           |
| 2003 | Silent Line: Armored Core                        | PlayStation 2                                                    | Agetec                                                                         |
| 2003 | Thousand Land                                    | Xbox                                                             | N/A                                                                            |
| 2003 | Lost Kingdoms II                                 | GameCube                                                         | Activision                                                                     |
| 2003 | Shadow Tower Abyss                               | PlayStation 2                                                    | N/A                                                                            |
| 2003 | Otogi 2: Immortal Warriors                       | Xbox                                                             | Sega                                                                           |
| 2004 | Echo Night: Beyond                               | PlayStation 2                                                    | - NA: Agetec - EU: Indie Games Productions                                     |
| 2004 | Armored Core: Nexus                              | PlayStation 2                                                    | Agetec                                                                         |
| 2004 | Kuon                                             | PlayStation 2                                                    | - NA: Agetec - EU: Indie Games Productions                                     |
| 2004 | Armored Core: Nine Breaker                       | PlayStation 2                                                    | - NA: Agetec - EU: 505 Games                                                   |
| 2004 | Armored Core: Formula Front                      | PlayStation Portable                                             | - NA: Agetec - EU: 505 Games                                                   |
| 2004 | Metal Wolf Chaos                                 | Xbox, PlayStation 4, Windows, and Xbox One                       | Devolver Digital                                                               |
| 2005 | Yoshitsune Eiyūden                               | PlayStation 2                                                    | N/A                                                                            |
| 2005 | Another Century's Episode                        | PlayStation 2                                                    | Banpresto                                                                      |
| 2005 | Armored Core: Last Raven                         | PlayStation 2                                                    | - NA: Agetec - EU: 505 Games                                                   |
| 2006 | Enchanted Arms                                   | Xbox 360, PlayStation 3                                          | Ubisoft                                                                        |
| 2006 | Another Century's Episode 2                      | PlayStation 2                                                    | Banpresto                                                                      |
| 2006 | Chromehounds                                     | Xbox 360                                                         | Sega                                                                           |
| 2006 | King's Field: Additional I                       | PlayStation Portable                                             | N/A                                                                            |
| 2006 | King's Field: Additional II                      | PlayStation Portable                                             | N/A                                                                            |
| 2006 | Armored Core 4                                   | PlayStation 3, Xbox 360                                          | - NA: Sega - EU: 505 Games                                                     |
| 2007 | Nanpure VOW                                      | Nintendo DS                                                      | N/A                                                                            |
| 2007 | Iraroji VOW                                      | Nintendo DS                                                      | N/A                                                                            |
| 2007 | Another Century's Episode 3: The Final           | PlayStation 2                                                    | Banpresto                                                                      |
| 2008 | Armored Core: For Answer                         | PlayStation 3, Xbox 360                                          | Ubisoft                                                                        |
| 2008 | Shadow Assault: Tenchu                           | Xbox 360                                                         | N/A                                                                            |
| 2009 | Inugamike no Ichizoku                            | Nintendo DS                                                      | N/A                                                                            |
| 2009 | Ninja Blade                                      | Xbox 360, Windows                                                | Microsoft Game Studios                                                         |
| 2009 | Demon's Souls                                    | PlayStation 3                                                    | - JP: Sony Computer Entertainment - NA: Atlus USA - PAL: Namco Bandai Partners |
| 2009 | Yatsu Hakamura                                   | Nintendo DS                                                      | N/A                                                                            |
| 2010 | Another Century's Episode: R                     | PlayStation 3                                                    | Banpresto                                                                      |
| 2010 | Monster Hunter Diary: Poka Poka Airou Village    | PlayStation Portable                                             | Capcom                                                                         |
| 2011 | Another Century's Episode Portable               | PlayStation Portable                                             | Namco Bandai Games                                                             |
| 2011 | Dark Souls                                       | PlayStation 3, Xbox 360, Windows                                 | Namco Bandai Games                                                             |
| 2012 | Armored Core V                                   | PlayStation 3, Xbox 360                                          | Namco Bandai Games                                                             |
| 2012 | Mobile Suit Gundam Unicorn                       | PlayStation 3                                                    | Namco Bandai Games                                                             |
| 2012 | Steel Battalion: Heavy Armor                     | Xbox 360                                                         | Capcom                                                                         |
| 2013 | Armored Core: Verdict Day                        | PlayStation 3, Xbox 360                                          | Namco Bandai Games                                                             |
| 2014 | Dark Souls II                                    | PlayStation 3, Xbox 360, Windows                                 | Bandai Namco Games                                                             |
| 2015 | Dark Souls II: Scholar of the First Sin          | PlayStation 4, Windows, Xbox One                                 | Bandai Namco Games                                                             |
| 2015 | Bloodborne                                       | PlayStation 4                                                    | Sony Computer Entertainment                                                    |
| 2015 | Monster Hunter Diary: Poka Poka Airou Village DX | Nintendo 3DS                                                     | Capcom                                                                         |
| 2016 | Dark Souls III                                   | PlayStation 4, Xbox One, Windows                                 | Bandai Namco Entertainment                                                     |
| 2018 | Dark Souls: Remastered                           | PlayStation 4, Windows, Xbox One, Nintendo Switch                | Bandai Namco Entertainment                                                     |
| 2018 | Déraciné                                         | PlayStation 4 (PlayStation VR)                                   | Sony Interactive Entertainment                                                 |
| 2019 | Sekiro: Shadows Die Twice                        | PlayStation 4, Windows, Xbox One, Stadia                         | Activision                                                                     |
| 2022 | Elden Ring                                       | PlayStation 4, PlayStation 5, Windows, Xbox One, Xbox Series X/S | Bandai Namco Entertainment                                                     |
| 2023 | Armored Core VI: Fires of Rubicon                | PlayStation 4, PlayStation 5, Windows, Xbox One, Xbox Series X/S | Bandai Namco Entertainment                                                     |